# Jürgen Manemann

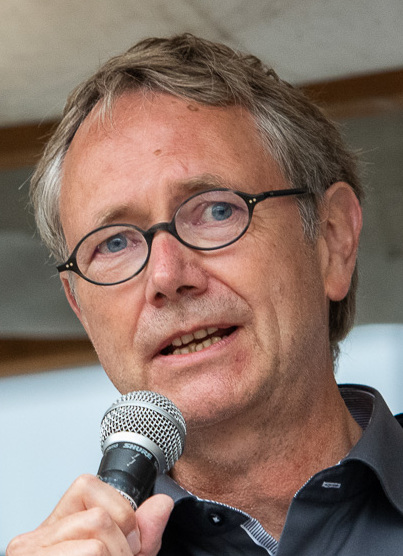
Jürgen Manemann (2021)

Jürgen Manemann (* 6. Oktober 1963 in Lingen (Ems)) ist ein deutscher katholischer Theologe, Philosoph und Direktor des Forschungsinstituts für Philosophie Hannover.

## Leben
Nach dem Abitur am Gymnasium Georgianum in Lingen (Ems) studierte Manemann in Münster Katholische Theologie. Nach dem Diplom erfolgte 1993 seine Promotion bei Johann Baptist Metz und 2000 die Habilitation bei Jürgen Werbick. 1997 und 2011 war er Coolidge-Fellow der Association for Religious and Intellectual Life in America an der Columbia University/New York. 2008 war er Gastprofessor an der Dormitio-Abtei in Jerusalem. Von 2001 bis 2004 lehrte er als Privatdozent Fundamentaltheologie an der Katholisch-Theologischen Fakultät der Westfälischen Wilhelms-Universität in Münster. Es folgten mehrere Forschungsaufenthalte in den USA und zahlreiche Gastvorlesungen im In- und Ausland. Von 2004 bis 2009 war Manemann Professor für Christliche Weltanschauung, Religions- und Kulturtheorie an der Universität Erfurt. Seit 2009 ist er Direktor des Forschungsinstituts für Philosophie Hannover und lehrt an der Gottfried Wilhelm Leibniz Universität Hannover, der Universität Erfurt und der Stiftung Universität Hildesheim.
Er ist Mitbegründer und Organisator des Ahauser Forums Politische Theologie; Mitglied des Präsidiums der Romano-Guardini-Stiftung; Mitglied des wissenschaftlichen Beirates der Zeitschrift für Medizinische Ethik; Mitglied der Initiative Niedersächsischer Ethikrat; Mitglied des Klimaweisen-Rates der Region Hannover. Er ist Herausgeber der Buchreihen Philosophie aktuell (Lit, Münster), Studies in Humanism and Atheism (Palgrave Macmillan) und der Zeitschrift weiter denken. Journal für Philosophie. 2012 und 2014 war er Mitorganisator des Festivals der Philosophie in Hannover.
Manemann ist Unterzeichner eines Offenen Briefes zur Unterstützung von Forderungen der Scientist Rebellion, einem mit Scientists for Future vergleichbaren Ableger für Wissenschaftler von Extinction Rebellion.

## Positionen
Als Politik-Philosoph geht es Jürgen Manemann zentral darum, die Erkenntnisse der neuen politischen Theologie von Johann Baptist Metz in der Auseinandersetzung mit dem prophetischen Pragmatismus von Cornel West weiterzuentwickeln und für eine Philosophie der Politik fruchtbar zu machen. Sowohl Theologie als auch Politik bedürfen seines Erachtens einer neuen Verortung. Manemann teilt das politische Feld in drei Ebenen auf: die Regierungspolitik, deren Ethik die Macht ist, die Bürgerpolitik, deren Ethik die Veränderung ist, und die Gerechtigkeit, die das Fundament der Politik ist. So schreibt er: „Das Politische zu kennen, heißt wissen, was gerecht ist.“ Die Grundvoraussetzung aller Politik ist jedoch Leidempfindlichkeit. Zentral für sein Denken ist die Frage „Wie sollen wir zusammen leben?“. Neben der repräsentativen und direkten Dimension der Demokratie will Manemann die partizipative stärken, die für ihn basal ist. In diesem Zusammenhang fordert er eine neue Emotionalisierung der Politik. Demokratie ist für ihn Radikaldemokratie. Manemann plädiert für eine aktivierende Politikethik, die sich dafür einsetzt, dass die Grundlagen der Politik erhalten bleiben und verbessert werden. In diesem Zusammenhang fordert er eine Transformation der christlichen Sozialethik in eine aktivierende christliche Politikethik. In seiner Politikethik setzt er sich auch mit dem Dschihadismus auseinander. Dschihadismus ist für ihn ein aktiver Nihilismus. Ihm könne hierzulande, so Manemann, nur eine konsequente Politik der Anerkennung und der Leidempfindlichkeit widerstehen. Die Faszination für den Dschihadismus wird seines Erachtens nicht durch den Islam, sondern durch Hass hervorgerufen. Darüber hinaus befasst sich Manemann mit Fragen eines atheistischen Humanismus.
Die entscheidenden Herausforderungen der Gegenwart sind für Manemann die Demokratie und der Klimawandel. Gegen die Rede vom Anthropozän, das zum Programmwort klimapolitischer Debatten avanciert, plädiert Manemann für eine „neue Humanökologie“, denn an der Zeit sei nicht eine weitere Hominisierung der Welt, sondern eine tiefere Humanisierung des Menschen. Ziel sei eine Transformation der Zivilgesellschaft zu einer „Kulturgesellschaft“ (Adrienne Goehler).
Manemann hat den Entwurf einer rettenden Umweltphilosophie vorgelegt, die sich mit dem ökologischen Zusammenleben aus einer postanthropozentrischen Perspektive befasst. Diese Umweltphilosophie zielt auf Rettung, ist aktivierend und aktivistisch. Was „aktivistisch“ heißen kann, wird auch in dem Band „Hope dies – Action begins“ erläutert, an dem Manemann mitgearbeitet hat. Hier kommen Stimmen aus der Klimagerechtigkeitsbewegung „Extinction Rebellion“ zu Wort.
Philosophie ist für Manemann wesentlich Zeitdiagnose. Aus diesem Grund befasst er sich auch mit dem Hip-Hop. Davon könne Philosophie lernen, was es heißt, Zeit zu diagnostizieren. Wenn es Aufgabe der Philosophie ist, Zeit anzusagen, dann bedeute Philosophie des Hip-Hop: „Performen, was an der Zeit ist.“ Die Methoden dieser Philosophie sind Zitationen, Collagen, Samplings, Kommentare und Re-finitionen. Topoi einer Philosophie des Hip-Hop seien unter anderem „Authentizität“, „Selbstachtung“, „Anerkennung“, „Gerechtigkeit“, „Diskriminierung“ und „Zeit und Zeitlichkeit“.
Als Theologe plädiert Manemann für ein revolutionäres Christentum, das sich gerade angesichts der ökologischen und klimatischen Katastrophe als revolutionäre Lebensform wiederentdeckt. Dabei zielt er auf eine nachbürgerliche und nachkapitalistische Projektkirche ab.

## Schriften
- „Weil es nicht nur Geschichte ist“ (Hilde Sherman). Die Begründung der Notwendigkeit einer fragmentarischen Historiographie des Nationalsozialismus aus politisch-theologischer Sicht. LIT, Hamburg/Münster 1995, zugleich Dissertation, Universität Münster 1993.
- Carl Schmitt und die Politische Theologie. Politischer Anti-Monotheismus. Münster 2002.
- Rettende Erinnerung an die Zukunft. Essay über die christliche Verschärfung. Mainz 2005.
- Jahrbuch Politische Theologie, Bd. 1: Demokratiefähigkeit. Hamburg/Münster 1995 (zweite unv. Auflage 2000).
- zusammen mit J. B. Metz: Christologie nach Auschwitz – Stellungnahmen im Anschluß an Thesen von Tiemo Rainer Peters. Münster 1998 (zweite Auflage 2001 mit einer Antwort von Tiemo Rainer Peters).
- Jahrbuch Politische Theologie. Band 3: Befristete Zeit. Hamburg/Münster 1999.
- zusammen mit H. Lutterbach: Religion und Terror. Stimmen zum 11. September aus Christentum, Islam und Judentum. Münster 2002
- Jahrbuch Politische Theologie. Band 4: Monotheismus. Hamburg/Münster 2002 (zweite verbesserte Auflage 2005).
- zusammen mit J. K. Downey und S. T. Ostovich (Hrsg.): Missing God? Cultural Amnesia and Political Theology. Berlin 2006.
- Über Freunde und Feinde. Brüderlichkeit Gottes. Kevelaer 2008.
- zusammen mit B. Wacker (Hrsg.): Jahrbuch Politische Theologie. Band 5: Politische Theologie – gegengelesen. Hamburg/Münster 2008.
- zusammen mit J. Malik (Hrsg.): Religionsproduktivität in Europa. Markierungen im religiösen Feld. Münster 2009.
- Wie sollen wir zusammen leben? Diagnosen zur Zeit (Broschüre). Hildesheim 2010.
- zusammen mit E. Bohlken, V. Drell, M. Dröscher, T. Hoffmann und A. Holzknecht (Hrsg.): Kirche-Kernenergie-Klimawandel. Eine Stellungnahme mit Dokumenten. 3. Auflage. Münster 2011.
- zusammen mit Y. Arisaka, V. Drell und A.M. Hauk: Prophetischer Pragmatismus. Eine Einführung in das Denken von Cornel West. München 2012
- zusammen mit W. Schreer (Hrsg.): Religion und Migration heute. Perspektiven – Positionen – Projekte. Regensburg 2012.
- zusammen mit U. Hemel, A. Fritzsche (Hrsg.): Habituelle Unternehmensethik. Von der Ethik zum Ethos. Baden-Baden 2012.
- Wie wir gut zusammen leben. 11 Thesen für eine Rückkehr zur Politik. Ostfildern 2013.[12]
- Kritik des Anthropozäns: Plädoyer für eine neue Humanökologie. Bielefeld 2014.
- zusammen mit U. Hemel und C. Dierksmeier (Hrsg.): Wirtschaftsanthropologie. Baden-Baden 2015.
- Studies in Humanism and Atheism. (Series ed. with A. Pinn) New York.
- Der Dschihad und der Nihilismus des Westens. Warum ziehen junge Europäer in den Krieg? Bielefeld 2015.
- zusammen mit Marie-Christine Kajewski (Hrsg.): Politische Theologie und Politische Philosophie. Baden-Baden 2016.
- zusammen mit Ulrich Hemel (Hrsg.): Heimat finden – Heimat erfinden. Politisch-philosophische Perspektiven. München 2017.
- zusammen mit Eike Brock: Philosophie des HipHop. Performen, was an der Zeit ist. Bielefeld 2018.
- Demokratie und Emotion. Was ein demokratisches Wir von einem identitären Wir unterscheidet. transcript, Bielefeld 2019, ISBN 978-3-8376-4979-6.
- Revolutionäres Christentum. Ein Plädoyer. transcript, Bielefeld 2021, ISBN 978-3-8394-5906-5.
- Rettende Umweltphilosophie. Von der Notwendigkeit einer aktivistischen Philosophie. Bielefeld 2023, ISBN 978-3-8376-6930-5.